# Nitrogén-oxid
A kémiában a nitrogén-oxid a nitrogénből és oxigénből álló biner vegyületek gyüjtőneve.

## A nitrogén oxidjai
Nitrogénből és oxigénből a következő vegyületek képezhetők:
- Nitrogén-monoxid (NO)[1]
- Nitrogén-dioxid (NO2)[2]
- Nitrogén-trioxid (NO3)[3]
- Dinitrogén-oxid (N2O)[2]
- Dinitrogén-dioxid (N2O2)
- Dinitrogén-trioxid (N2O3)
- Dinitrogén-tetroxid (N2O4)
- Dinitrogén-pentoxid (N2O5)
- Nitrozil-azid (N4O)[4]
- Oxatetrazol (N4O)
- Trinitramid (N4O6)[5]

## Környezetvédelmi jelentősége
A nitrogén oxidjai közül környezetvédelmi szempontból jelentős a nitrogén-monoxid és a nitrogén-dioxid. Ebben a kontextusban a két gázra együttesen gyakran hivatkoznak az NOx szimbólummal.